# 上海东方地质科普馆
上海东方地质科普馆是一个位於中華人民共和國上海市浦東新區祝橋鎮江鎮路100號的一個主題以地質學為主的博物館，是国家AAA级旅游景点，全国科普教育基地。室內展廳面積4600（一說3600）平方米，分為地球厅、矿物岩石厅、地质构造厅（地球構造廳）、古生物厅、宝石厅、地质地貌厅、国土资源厅、關懷聽和奇石馆等。該館於2004年在上海市科学技术委员会的資助下由呂煥皋創辦。